# Stadio Principe Mohamed bin Fahd
Lo stadio Principe Mohammad bin Fahd (in arabo ملعب الأمير محمد بن فهد‎?) è un impianto sportivo polivalente situato a Dammam, in Arabia Saudita.Lo stadio ha una capienza di 26.000 posti e viene utilizzato principalmente per le partite di calcio e ospita gli incontri casalinghi dell'Al-Ettifaq.
È stato il primo stadio di calcio della provincia, dato che la sua costruzione risale al 1973, e prende il nome da Muhammad bin Fahd, ex governatore della provincia di al-Sharqiyya.